# In-eo gongju
In-eo gongju (인어공주?), noto anche con il titolo internazionale My Mother, the Mermaid, è un film del 2004 scritto e diretto da Park Heung-sik.

## Trama
Improvvisamente Na-young si ritrova nel passato, e ha l'occasione di assistere all'incontro tra i suoi genitori; in maniera simile, tornerà poi nel presente.